# Bernard Bober
Bernard Bober (* 3. listopadu 1950 v Zbudských Dlhých, Československo) je arcibiskup košický a metropolita Východoslovenské provincie. Arcibiskupem byl jmenován papežem Benediktem XVI. 4. června 2010, jeho biskupské heslo zní: Cum caritate oboedientia et misericordia (S láskou, poslušností a milosrdenstvím).

## Život

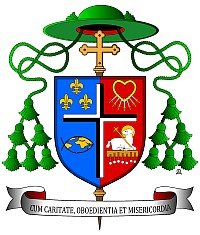
Biskupský znak Bernarda Bobera v letech 1992-2010

Kněžské svěcení přijal dne 8. června 1974. Působil jako kaplan v Humenném, Snine a Zborově. Od roku 1978 až do 1990 byl správcem farnosti Kecerovce a potom do roku 1991 správcem farnosti a děkanem v Humenném. Od roku 1991 byl generálním vikářem biskupského úřadu v Košicích. Pomocným biskupem košické arcidiecéze jej jmenoval papež Jan Pavel II. 28. prosince 1992. Vysvěcen biskupem byl 30. ledna 1993 v Košicích.
Na Slavnosti svatých Petra a Pavla 29. června 2010 přijal arcibiskupské pálium v Bazilice sv. Petra ve Vatikáně.
Do úřadu košického arcibiskupa metropolity byl uveden 10. července 2010 v Katedrále sv. Alžbety v Košicích.
Na svém 103. plenárním zasedání v říjnu 2022 jej Konference biskupů Slovenska zvolila za svého předsedu.